# El oro del Rin
El oro del Rin (título original en alemán: Das Rheingold) es una ópera épica en un acto (un preludio y cuatro cuadros) con música y libreto en alemán de Richard Wagner, la primera de las cuatro que componen el ciclo de El anillo del nibelungo (Der Ring des Nibelungen). Se estrenó en el Hoftheater de Múnich el 22 de septiembre de 1869, con August Kindermann en el papel de Wotan, Heinrich Vogl como Loge, y Wilhelm Fischer como Alberich. Forma parte del Canon de Bayreuth.

## Historia de la composición

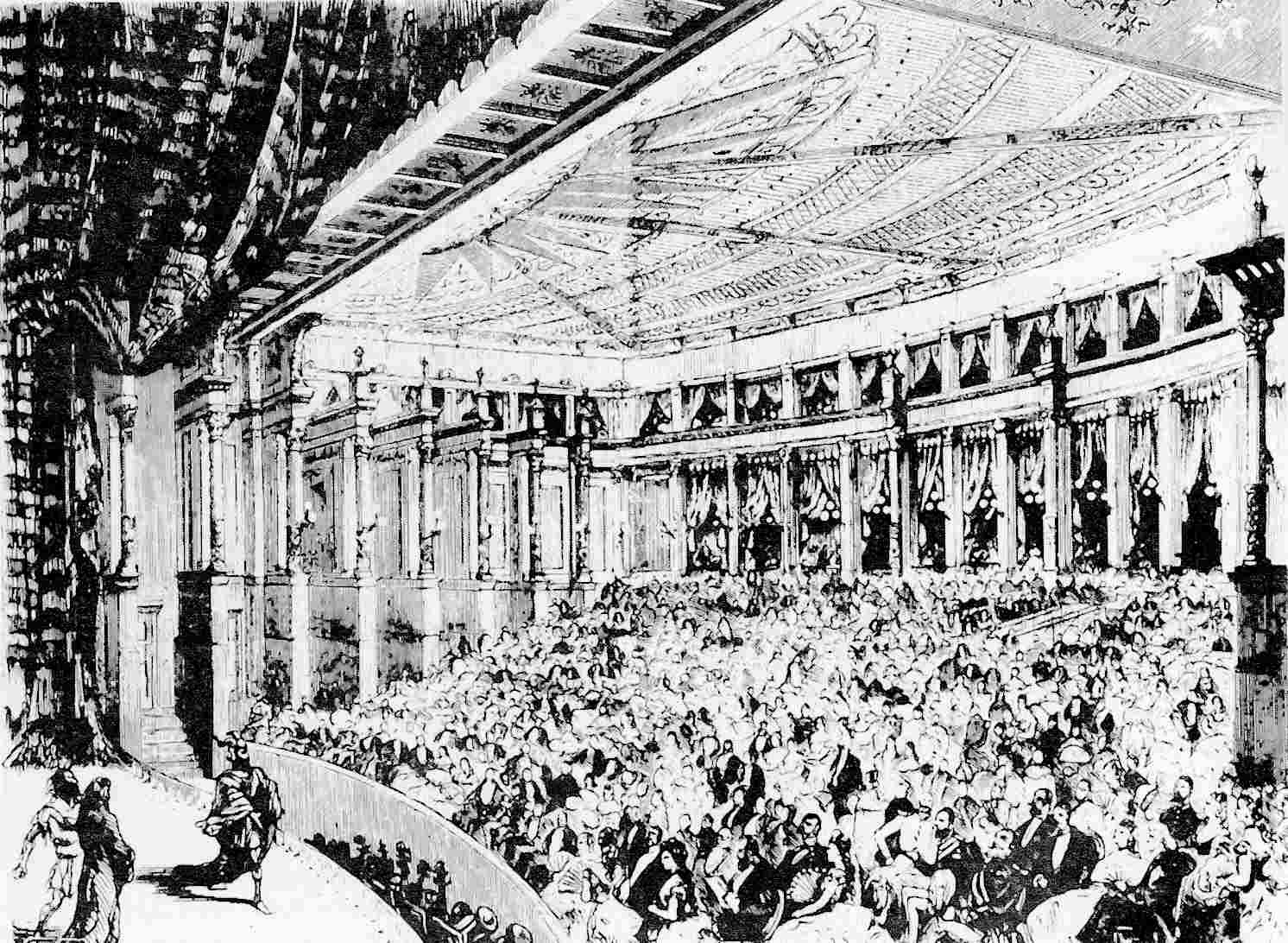
Primera representación en Bayreuth, 1876

Aunque El oro del Rin es la primera ópera del ciclo El anillo del nibelungo, fue la última en ser concebida. Los planes de Wagner para la tetralogía fueron hacia atrás a partir de la muerte del héroe Sigfrido, para incluir su juventud y luego la historia de los acontecimientos en torno a su concepción y de cómo la valkiria Brunilda fue castigada por haber intentado salvar a sus padres contra las  Mitteilung fue debidamente alterado para reflejar el cambio. A la frase arriba citada él añadió las palabras, «que serán precedidas por un gran preludio».
Empezó a trabajar en el preludio produciendo tres esbozos en prosa aquel mes, aunque él siguió estando inseguro sobre el nombre, considerando por turnos Der Raub: Vorspiel (El robo: Preludio), Der Raub des Rheingoldes (El robo del oro del Rin) y Das Rheingold (Vorspiel) (El oro del Rin (Preludio)). Una carta que Wagner escribió a Theodor Uhlig confirma que en esta época la ópera iba a tener tres actos. Wagner siguió desarrollando el texto y el guion del preludio en paralelo con los de La valkiria. El esquema en prosa de El oro del Rin fue terminado entre el 21 y el 23 de marzo de 1852 y su borrador en verso entre el 15 de septiembre y el 3 de noviembre. Una copia fiel del texto fue acabado para el 15 de diciembre.
Durante los primeros años de la década de 1850, Wagner produjo algunos esbozos musicales para partes del Anillo y apuntó varios motivos que se usarían en la obra. De particular interés es el 5 de septiembre de 1853; Wagner pretendió en su autobiografía Mein Leben que en esta fecha la idea musical le vino mientras estaba medio dormido en un hotel en La Spezia en Italia, pero esto ha sido puesto en duda por Deathridge y otros.
También existen tres grupos de aislados esbozos musicales para El oro del Rin que fueron compuestos entre el 15 de septiembre de 1852 y noviembre de 1853. El primero de ellos fue incluido en el borrador en verso del texto, el segundo en la copia de Wagner de la impresión de 1853 del texto; la tercera se escribió en una hoja no datada de papel musical. Las tres fueron usadas posteriormente por Wagner.
El adecuado desarrollo de la partitura empezó el 1 de noviembre de 1853. Para el 14 de enero, Wagner completó el primer esbozo de la ópera entre dos y tres pentagramas. La siguiente etapa implicó el desarrollo de un borrador más detallado que indicaba la mayor parte de los detalles vocales e instrumentales. Esto se terminó para el 28 de mayo. En paralelo, Wagner empezó a trabajar en una buena copia de la partitura el 15 de febrero, una tarea que había terminado el 26 de septiembre de 1854, momento en el que ya había empezado a trabajar en los esbozos de La valkiria.

## Historia de las representaciones
Wagner quería que esta ópera se estrenara como parte de todo el ciclo, pero se vio obligado a representarla antes por insistencia de su patrón, el rey Luis II de Baviera. Se estrenó en el Hoftheater de Múnich el 22 de septiembre de 1869. La ópera se estrenó como parte del ciclo el 13 de agosto de 1876, en el Festspielhaus de Bayreuth. El oro del Rin sigue siendo una de las óperas más populares; en las estadísticas de Operabase aparece la n.º 33 de las cien óperas más representadas en el período 2005-2010, siendo la 4.ª en alemán y la segunda de Wagner, después de El holandés errante. Sigue, pues, representándose con regularidad, tanto en Bayreuth como en otros lugares como parte del ciclo del Anillo o separadamente.

## Personajes
| Personaje                                             | Tesitura               | Elenco del estreno 22 de septiembre de 1869 (Director: Franz Wüllner) | Elenco en el estreno del ciclo completo 13 de agosto de 1876 (Director: Hans Richter) |
| Dioses                                                | Dioses                 | Dioses                                                                | Dioses                                                                                |
| ----------------------------------------------------- | ---------------------- | --------------------------------------------------------------------- | ------------------------------------------------------------------------------------- |
| Wotan, dios supremo                                   | bajo-barítono          | August Kindermann                                                     | Franz Betz                                                                            |
| Loge, dios del fuego                                  | tenor                  | Heinrich Vogl                                                         | Heinrich Vogl                                                                         |
| Fricka, esposa de Wotan, diosa del amor conyugal      | mezzosoprano           | Sophie Stehle                                                         | Friederike Grün                                                                       |
| Freia, su hermana, diosa de la juventud               | soprano                | Henriette Muller                                                      | Marie Haupt                                                                           |
| Donner, dios del trueno, hermano de Fricka y de Freia | bajo-barítono          | Karl Samuel Heinrich                                                  | Eugen Gura                                                                            |
| Froh, dios del día, hermano de Fricka y de Freia      | tenor                  | Franz Nachbaur                                                        | Georg Unger                                                                           |
| Erda, diosa madre de la naturaleza                    | contralto              | Emma Seehofer                                                         | Luise Jaide                                                                           |
| Nibelungos                                            |                        |                                                                       |                                                                                       |
| Alberich, enano nibelungo                             | barítono               | Karl Fischer                                                          | Karl Hill                                                                             |
| Mime, su hermano                                      | tenor                  | Max Schlosser                                                         | Max Schlosser                                                                         |
| Nibelungos                                            |                        |                                                                       |                                                                                       |
| Gigantes                                              |                        |                                                                       |                                                                                       |
| Fasolt                                                | bajo-barítono o bajo   | Toni Petzer                                                           | Albert Eilers                                                                         |
| Fafner, su hermano                                    | bajo                   | Kaspar Bausewein                                                      | Franz von Reichenberg                                                                 |
| Hijas del Rin                                         |                        |                                                                       |                                                                                       |
| Woglinde                                              | soprano                | Anna Kaufmann                                                         | Lilli Lehmann                                                                         |
| Wellgunde                                             | soprano o mezzosoprano | Therese Vogl                                                          | Marie Lehmann                                                                         |
| Flosshilde                                            | mezzosoprano           | Wilhelmine Ritter                                                     | Minna Lammert                                                                         |

## Argumento

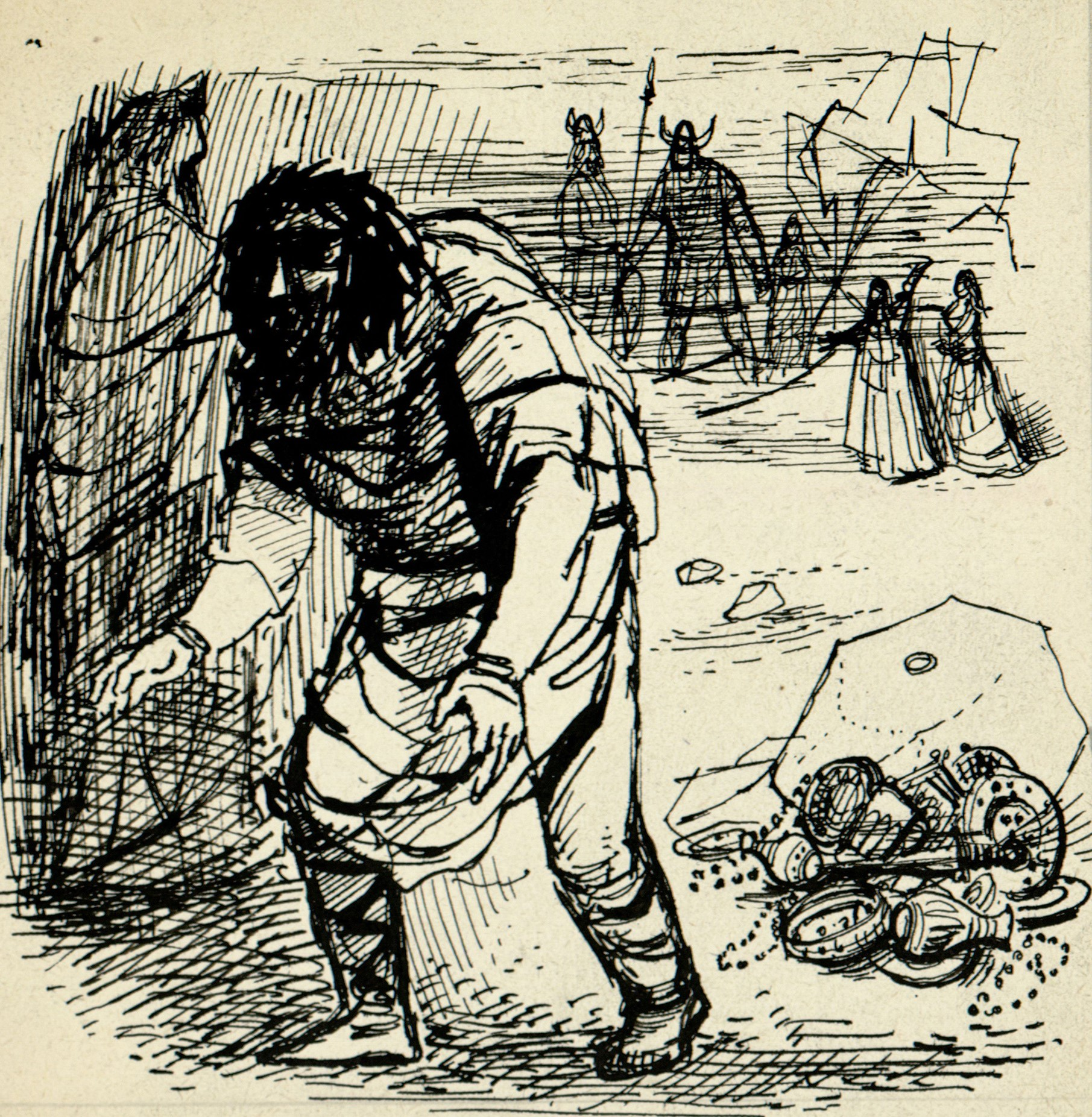

Las ondinas Woglinda, Wellgunda y Flosshilda custodian el oro situado en el fondo del río Rin. El enano Alberich (un nibelungo) lo roba y fabrica con él un anillo mágico.
El dios Wotan (Odín), ha ordenado a dos gigantes que construyan un castillo y a cambio les dará como premio a Freia, la diosa de la juventud, pero esta se niega. Entonces Wotan, de acuerdo con Loge (el semidiós del Fuego), decide apoderarse del oro acumulado por Alberich para ofrecérselo a los gigantes en lugar de Freia.
Mientras tanto Alberich ha adquirido un yelmo mágico que le permite hacerse invisible o transformarse en diversos animales. Mediante una artimaña Wotan lo apresa y se hace con el anillo. Alberich pone una maldición sobre todo aquel que desee el anillo.
Los gigantes, Fassolt y Fafner, reclaman el anillo para liberar a Freia. Wotan se ve forzado a entregárselo tras la intercesión de Erda, la Diosa de la Tierra. Uno de los gigantes mata al otro y huye con el oro y el anillo. Finalmente Wotan y otros dioses entran triunfalmente en la fortaleza mágica (Walhalla). En la última escena las ondinas lamentan la pérdida del oro. Loge, quien no puede entrar a Walhalla por ser sólo un semidiós, se burla tanto de ellas como de los dioses y anuncia su caída futura.

## Sinopsis de la trama

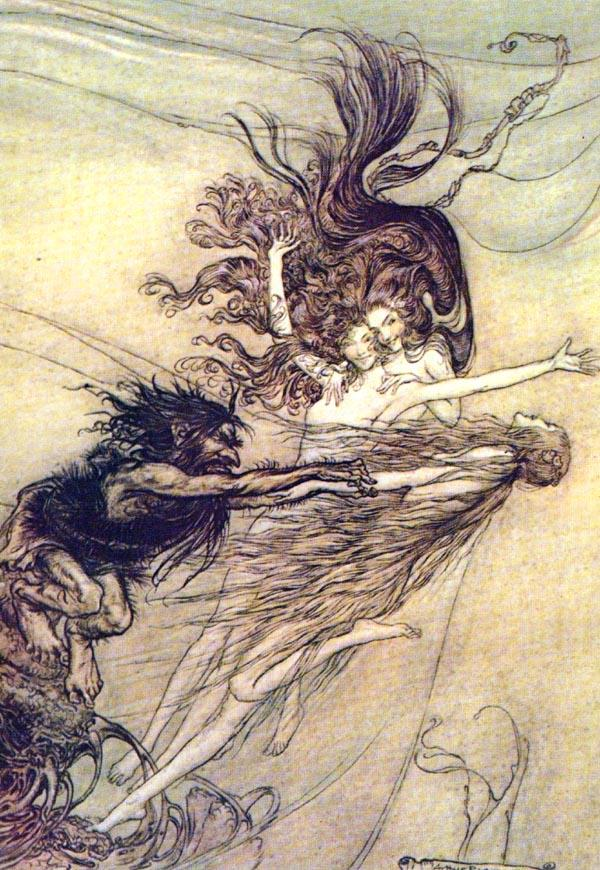
Alberich trata de seducir a una de las ondinas.

### Cuadro I

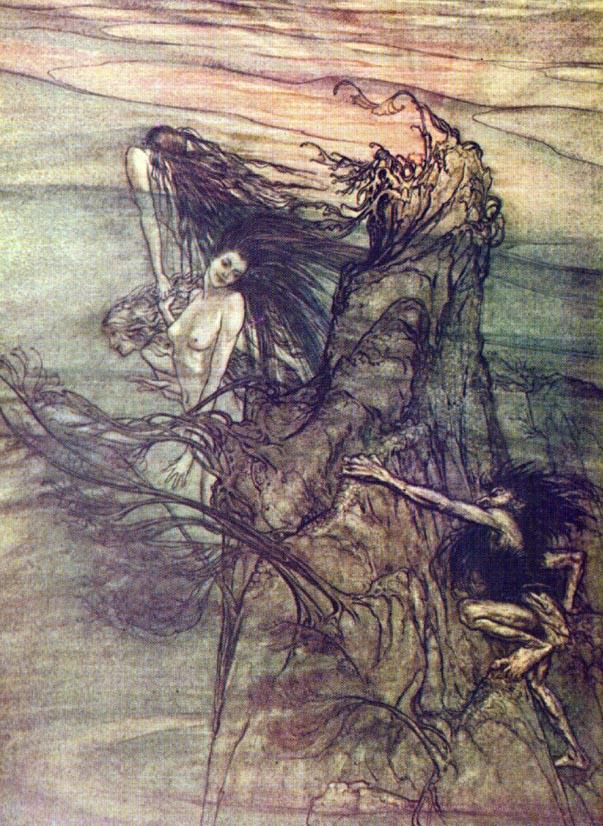
Alberich intenta tomar el oro que custodian las ondinas, hijas del Rin.

Las ondinas, hijas del Rin, están a orillas del río y cantan el tema musical que las caracteriza. El enano Alberich llega e intenta seducir a una ondina pero esta lo rechaza y las demás se burlan de él por su apariencia y poca astucia. El enano les pregunta qué es lo que custodian y ellas le responden que un oro muy preciado, el enano les pregunta para qué sirve y ellas le responden que el oro puede convertirse en un anillo que da poder infinito a quien lo porte, mas solo lo puede llevar quien renuncie al amor para siempre. El enano está dispuesto a renunciar al amor ya que no lo conoce por lo que jura mantenerse en castidad hasta el fin de sus días. El enano roba el oro y lo convierte en un anillo. Antes de que se vaya, las ondinas le advierten, cantando el mismo tema musical de su aparición, que el anillo sólo le atraerá la muerte ya que provoca la angustia de conservarlo a quien lo posee y la codicia de obtenerlo a quien lo rodea. El enano hace caso omiso a las advertencias de las ondinas y se lleva el anillo.

### Cuadro II

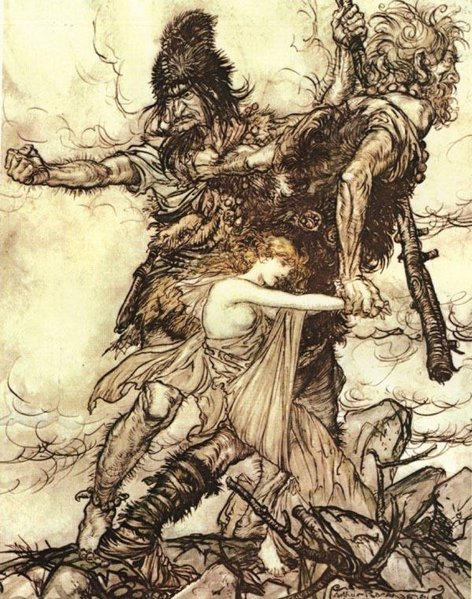
Los gigantes se llevan a Freia como pago provisorio por el castillo que construyeron para los dioses.

Wotan, rey de los dioses, duerme en la cima de una montaña junto a Fricka, su esposa. Fricka se despierta y alcanza a ver un magnífico castillo a sus espaldas, por lo que despierta a Wotan, quien le hace saber que su nuevo hogar ha sido construido. Los gigantes completaron la obra y a cambio Wotan les ofreció a Freia, la diosa de la juventud. Fricka se encuentra consternada por su hermana, pero Wotan confía en que no tendrá que cumplir su palabra.

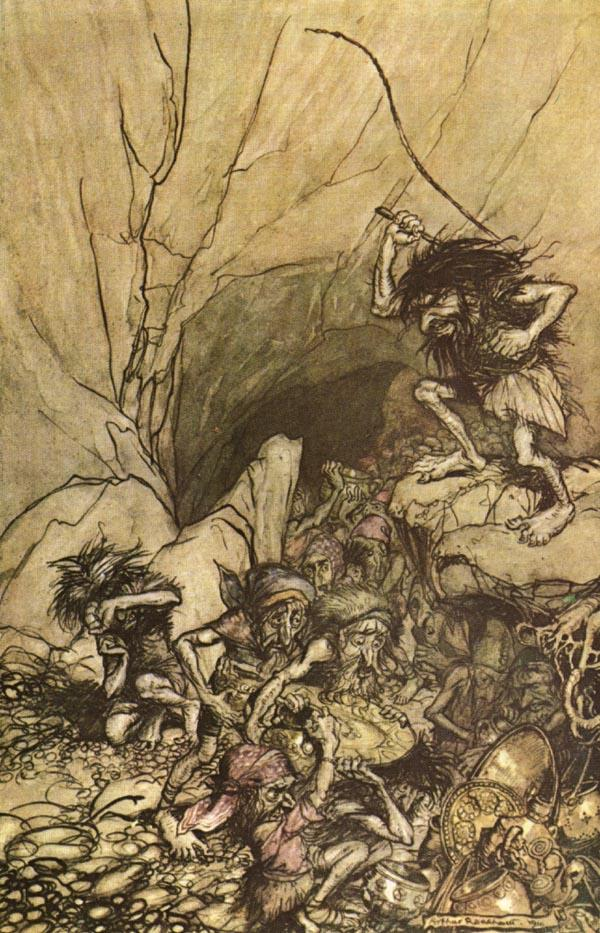
Alberich esclaviza a los demás enanos (nibelungos).

Freia aparece y se muestra horrorizada mientras la siguen los gigantes Fassolt y Fafner. Fassolt demanda que se le pague por el trabajo que realizó y declara que el poder de Wotan se deriva de los tratados que ha inscrito sobre su lanza, y entre estos se encuentra el pacto que hizo con los gigantes. Donner, dios del trueno, y Froh, dios de la primavera, aparecen para poder defender a su hermana pero Wotan los detiene, ya que no puede detener a los gigantes a través de la fuerza, puesto que esto le impediría cumplir su palabra.
Loge, semidiós del fuego, aparece justo a tiempo, y Wotan confía en que la astucia del dios le ayudará a encontrar una manera de no cumplir el acuerdo con los gigantes. Sin embargo, Loge reconoce que no hay nada en el mundo que quiera apartarse del amor y de la mujer. Salvo un único ser: el enano Alberich, que renunciando al amor ha robado el oro del Rin y con él ha forjado un poderoso anillo. Wotan, Fricka y los gigantes inmediatamente comienzan a idear una manera de apoderarse del anillo; Loge sugiere una manera de robarle el artefacto al enano. Fafner demanda que el anillo sea la forma de pago por el castillo de Wotan, en lugar de Freia. Los gigantes se marchan pero se llevan a Freia como rehén. 

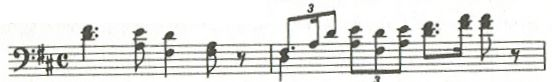
Motivo de Freia y las manzanas.

Las manzanas doradas de Freia habían permitido que los dioses se mantuviesen jóvenes permanentemente, pero con su ausencia comienzan a envejecer y a deteriorarse. La única forma de revertir esto es conseguir el anillo para poder rescatar a Freia, razón por la cual Wotan y Loge descienden al mundo terrestre en busca del anillo.

En este espacio hay un intermedio orquestal que narra el descenso de Loge y Wotan hacia el Nibelheim. Uno de los detalles más importantes de este intermedio es cuando la orquesta empieza a disminuir el volumen de la música para que se puedan escuchar 18 yunques (recreados por la orquesta con distintas alturas), lo cual representa la labor de los enanos que se encuentran esclavizados por el cruel Alberich.

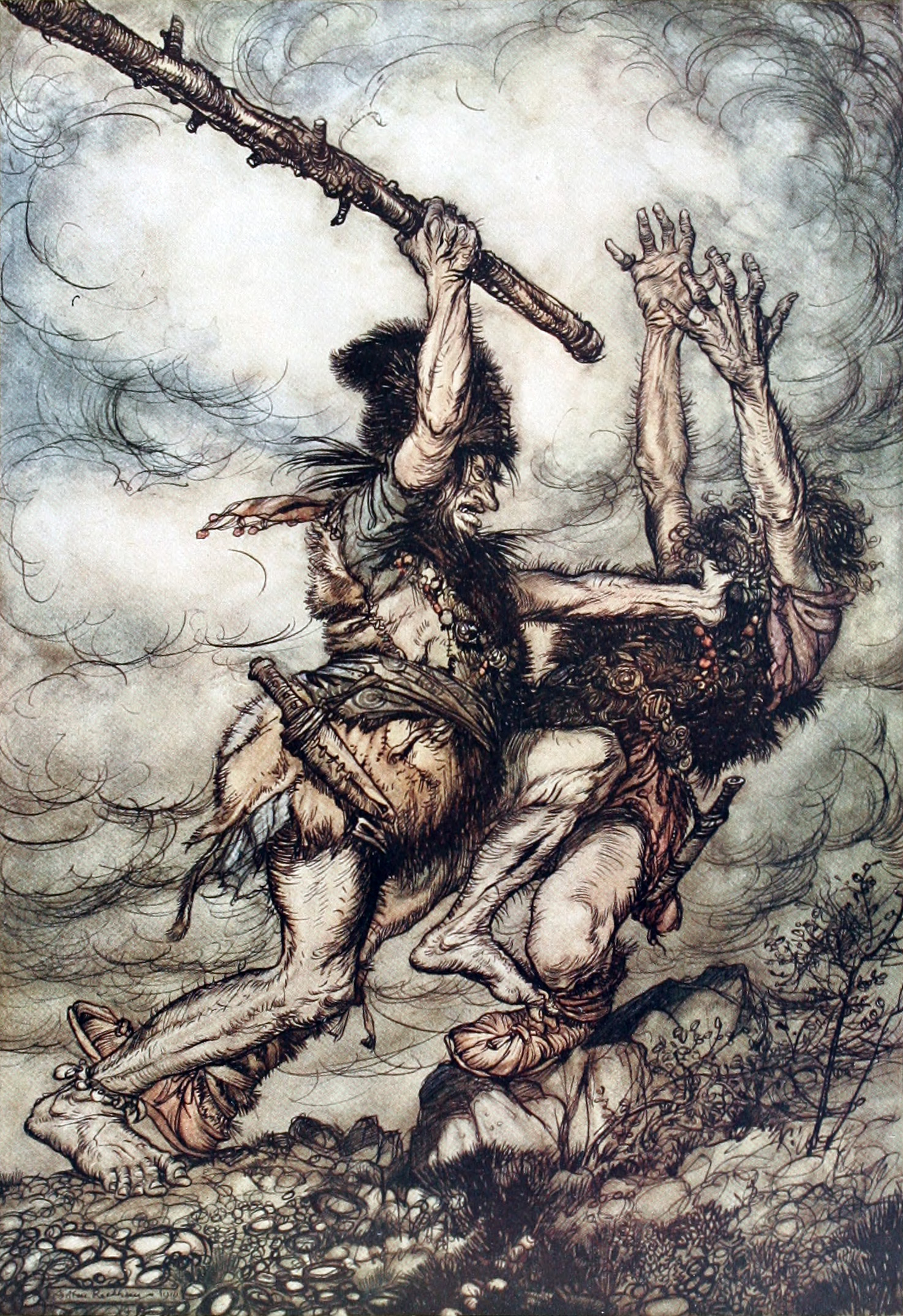
Fafner asesina a su hermano Fassolt para quedarse con el oro y el anillo del nibelungo.

### Cuadro III
Alberich se encuentra en el mundo terrenal y dirige a los enanos en su labor de extracción del oro de las cuevas. También está su hermano Mime con quien trabaja en esta empresa y se encuentran discutiendo. Llegan Wotan y Loge y le piden mucho oro y el anillo a cambio de beneficios divinos. Alberich no les cree y usando un yelmo mágico se convierte en bestias gigantes, incluido un dragón. Wotan y Loge aparentan estar impresionados pero le aseguran que es incapaz de convertirse en un animal pequeño a lo que Alberich se convierte en una pequeña rana. Los dioses no dudan en atraparlo en seguida y le quitan el yelmo mágico y, luego, el anillo.

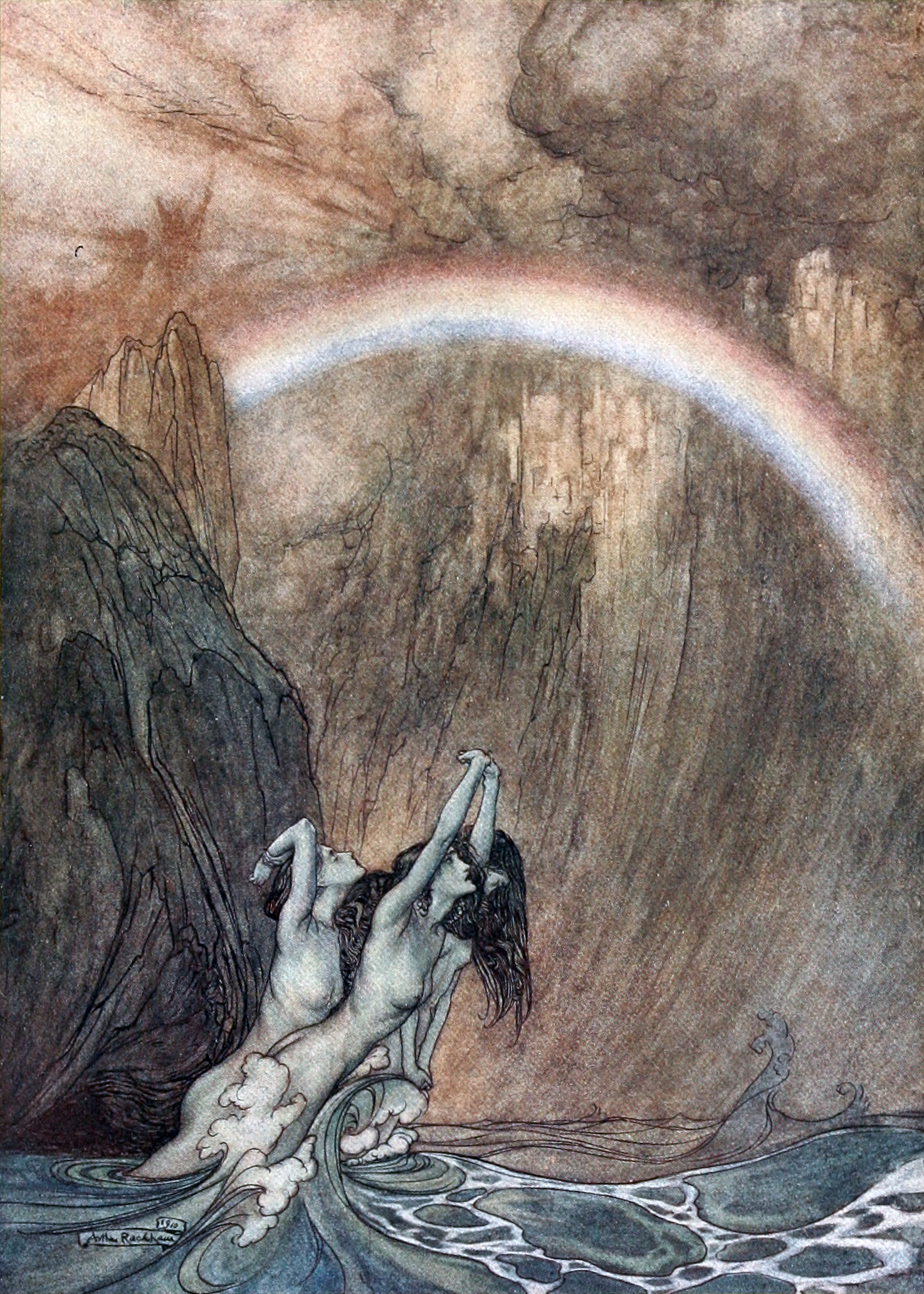
Las ondinas lamentan la pérdida del oro del Rin.

### Cuadro IV
Los gigantes reclaman el anillo para liberar a Freia. Wotan se ve forzado a entregárselo tras la intercesión de Erda, la Diosa de la Tierra. El gigante Fafner mata a su hermano Fassolt y huye con el oro y el anillo. Loge se da cuenta de que no puede entrar al flamante castillo porque no es un dios completo por lo que vaticina el fin de la era de los dioses. La música final es uno de los momentos más importantes de la obra ya que muestra el objetivo cumplido de los dioses. Se escucha a las ondinas que lamentan que el tesoro del Rin les haya sido robado. Finalmente, Wotan, Fricka, Froh y Freia hacen su entrada triunfal al Valhalla con la música del castillo, ya desarrollada, engalonada por los bronces de la orquesta.

## Momentos destacados
Cuadro I

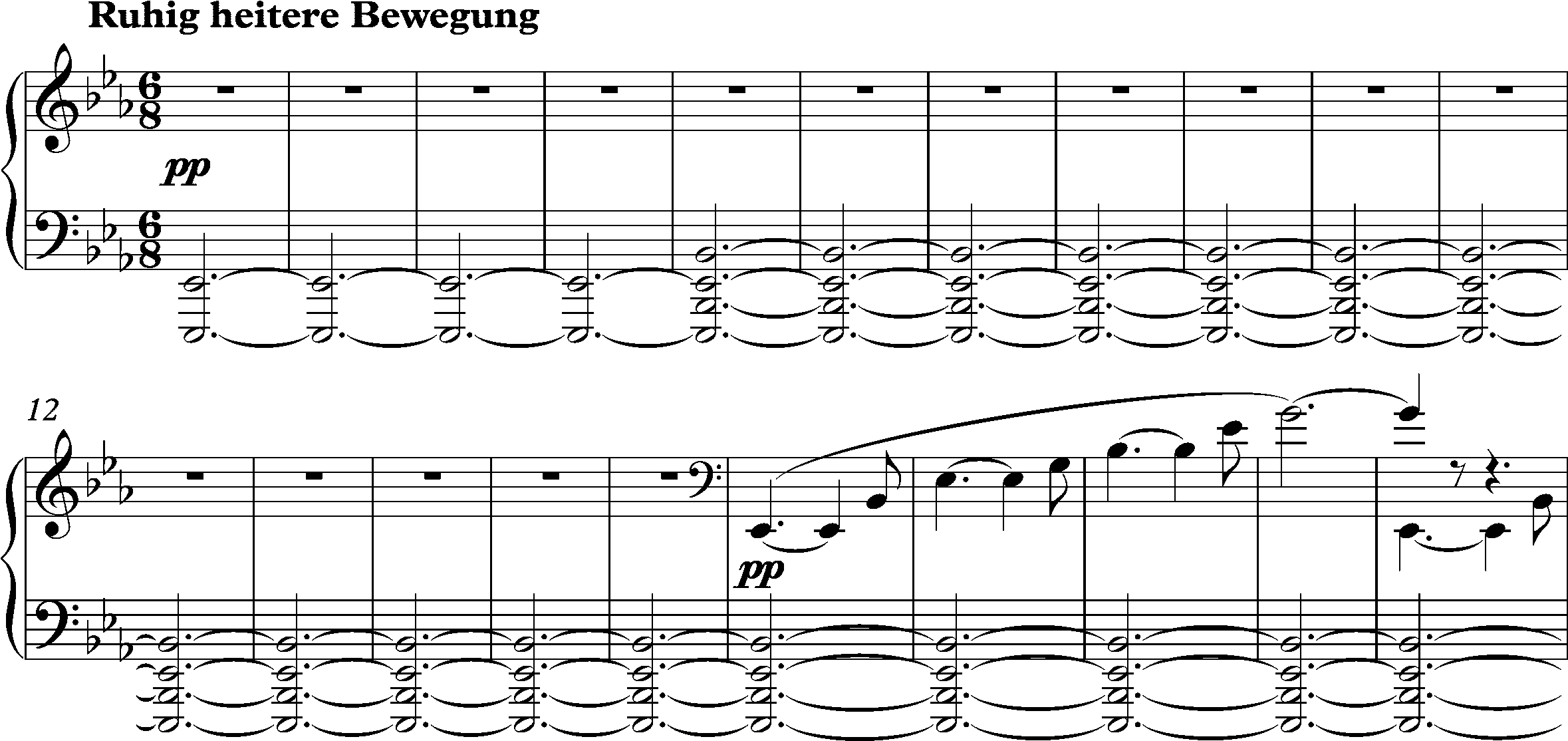
Preludio de El "Oro de Rin".

- Preludio de El "Oro de Rin".Preludio. El preludio orquestal al Oro del Rin se basa en una simple figura, el tema del Rin, que en sus cambiantes desarrollos representa la calma en el fondo del Rin y el ondulante movimiento de las aguas.
- Canción de las hijas del Rin (Rheingold! leuchtende Lust! wie lachst du so hell und hehr!). Esta exultante canción de las ondinas sigue a la revelación del secreto del oro del Rin (aquel que forje un anillo con él tendrá el poder terrenal, siempre que renuncie al amor). En el anuncio que ellas hacen también aparece el tema del anillo. Las hijas del Rin, que se han imaginado que Alberich nunca robará el oro porque está enamorado de ellas, pronto quedan decepcionadas, pues él maldice el amor y coge el oro, marchándose con él, perseguido por las desconsoladas doncellas, cuya canción cambia a un triste tono menor que lleva a la siguiente escena.Fafner delibera con Fasolt sobre lo que harán respecto al pago del castillo.

Cuadro II

Fafner delibera con Fasolt sobre lo que harán respecto al pago del castillo.

- La narración de Loge. Conforme los dioses están contemplando su castillo, el brillante Valhalla recién terminado, aparece Loge y en una escena de gran poder, acompañado por música que vívidamente describe el elemento que él domina (Immer ist Undank Loge's Lohn - "Siempre es la ingratitud"), narra las razones de su fracaso al ser incapaz de obtener nada que pueda exceder en valor o atractivo al encanto del amor.

Cuadro III
- Descenso y ascenso desde Nibelheim.

Cuadro IV
- La maldición de Alberich respecto al anillo, invocando las desgracias que caerán sobre el que lo posea; "Que el que no lo posea, lo busque con ansia; que el que lo posea, lo conserve con angustia y miedo" (Verfluchter Dieb!... Bin ich nun frei? - "¡Ladrón condenado!... ¿Estoy por fin libre?").Tema de la advertencia de Erda a Wotan.

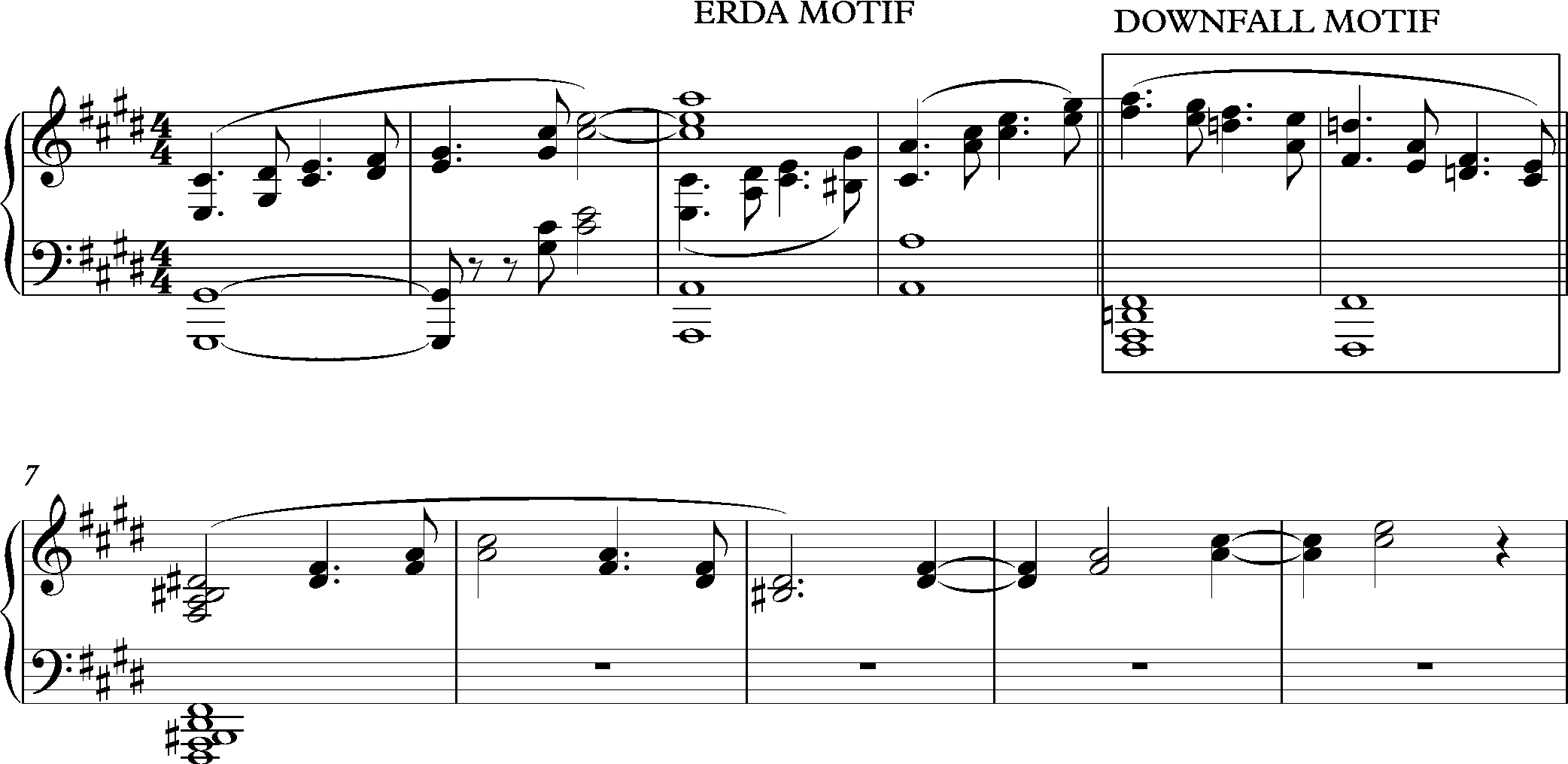
Tema de la advertencia de Erda a Wotan.

- La advertencia de Erda, la antigua divinidad, que conoce todas las cosas, pasadas, presentes y futuras, aparece ante Wotan y le advierte que entregue el anillo. Declara que todo lo que existe tendrá un final, y que una noche lúgubre recaerá sobre los dioses. Mientras él conserve el anillo, la maldición lo perseguirá. Sus siniestras predicciones alarman tanto a Wotan que al final abandona el oro (Weiche, Wotan! - "¡Cede, Wotan!")

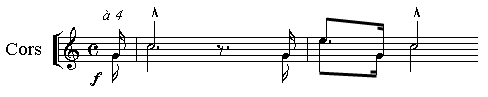
El tema de Donner.

- El tema de Donner.La canción de Donner. El poderoso Donner, acompañado por Froh, sube a lo alto de una roca en la ladera del valle y blande su martillo, despejando las nubes que lo rodean. (Heda! Heda hedo!).
- La música del puente arcoíris, cuando las nubes se abren y aparece el Valhalla, bañado en la luz del ocaso. Un arcoíris luminoso cruza el valle hacia el castillo, mientras que fuera de la tormenta que desaparece viene la dulce melodía del arcoíris. Froh canta, "Aunque parece construido con ligereza, fuerte y seguro es el puente".
- Entrada de los dioses en el Valhalla, precedidos por Wotan y Fricka, cogidos de la mano, entran Froh, Freia, Donner y Loge, este último algo renuente. Los dioses pasan el puente arcoíris y entran en el Valhalla bañados por la luz del crepúsculo y acompañados por una majestuosa marcha. Durante su paso, emana de las profundidades la lastimera canción de las hijas del Rin quejándose por su oro. Loge, por indicación de Wotan, les dice que se conformen con el brillo de los dioses (Ihrem Ende - "A su fin"). Los lamentos de las ondinas quedan acallados por la marcha y la repiqueteante música del castillo.[7]